# Andrzej Nagórski
Andrzej Nagórski  herbu Ostoja (ur. XI 1643 na Rusi Czerwonej, zm. 31 VII 1710 w Krakowie) –  prof. retoryki i teologii moralnej, prefekt szkół jezuickich, misjonarz, rektor kolegiów w Kaliszu i w Lublinie, sekretarz prowincjała polskiego (1703‑1705).

## Życiorys

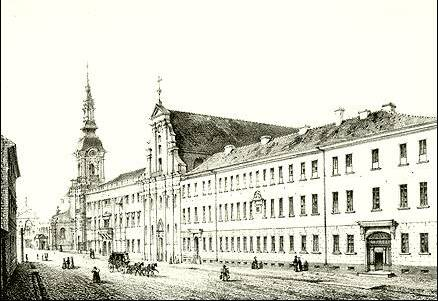
Kolegium jezuickie w Kaliszu

Andrzej Nagórski przyszedł na świat w listopadzie 1643 na Rusi Czerwonej. Studiował retorykę, prawdopodobnie we Lwowie. Do zakonu jezuitów wstąpił 26 sierpnia 1660 roku w Krakowie. Po ukończeniu seminarium nauczycielskiego podjął studia filozoficzne w Kaliszu, które trwały od 1663 do 1666 roku. Następnie studiował teologię w Poznaniu, gdzie przyjął święcenia kapłańskie ok. roku 1674. Po odbytych studiach pełnił funkcję socjusza prokuratora prowincji (porządkował archiwum prowincji w Krakowie w latach 1675‑1676). Następnie był profesorem retoryki w Brześciu Litewskim i w seminarium nauczycielskim w Lublinie do 1680 roku. W latach 1680‑1683 był prefektem szkół i profesorem teologii moralnej w Lublinie. Pełnił też, w tym mieście, funkcję prefekta konwiktu i bursy muzycznej a także regensa seminarium duchownego do 1685 roku. W latach 1687‑1688 był superiorem w Krasnymstawie, gdzie tworzył podwaliny przyszłego kolegium. Przez kolejnych pięć lat był misjonarzem dworskim Feliksa Potockiego. W tym czasie działał na rzecz pojednania Rusinów z Kościołem katolickim. W latach 1693‑1695 był prefektem szkół i profesorem teologii moralnej w Jarosławiu a następnie, w latach 1695‑1702, regensem seminarium duchownego w Lublinie. Kolejny rok przebywał w Kaliszu, gdzie pełnił funkcję rektora kolegium. Następnie był sekretarzem prowincjała polskiego w latach 1703‑1705. W czasie okupacji szwedzkiej przeniósł się do Lublina, gdzie kierował jako rektor tamtejszym kolegium jezuickim do 1708 roku. W tym czasie musiał pertraktować z przebywającym w mieście carem Piotrem I. W latach 1698–1707 reprezentował kolegium jezuickie w sprawach sądowych wytaczanych przeciwko Żydom lubelskimi, głównie o niespłacane pożyczki przez starszych synagogi. Andrzej Nagórski zmarł 31 lipca 1710 roku w Krakowie podczas epidemii.